# Citadelle de Port-Louis (Morbihan)
Pour les autres utilisations de l'appellation Citadelle de Port-Louis, voir Citadelle de Port-Louis.

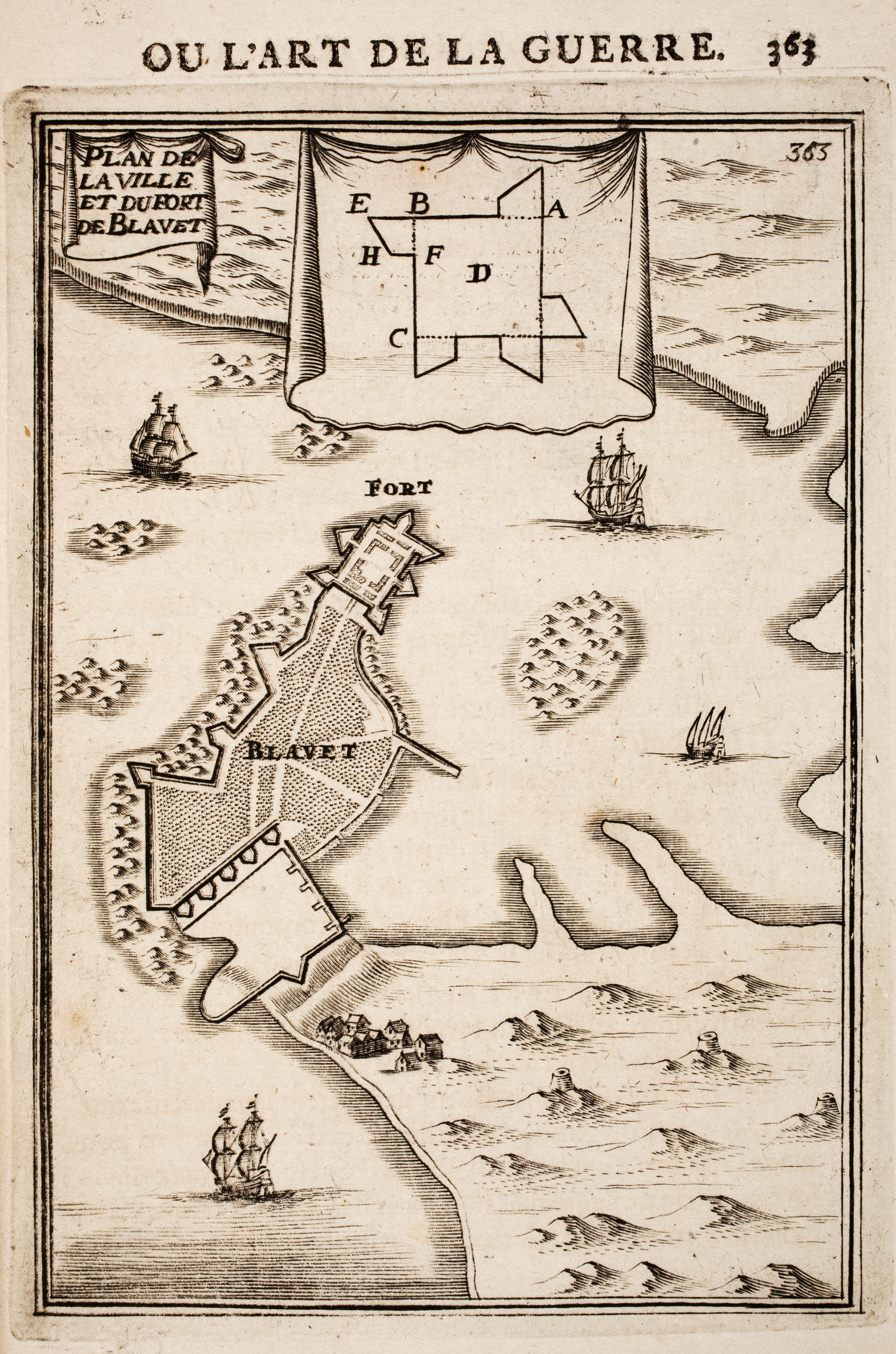
La citadelle de Port-Louis. Alain Manesson Mallet : Les travaux de Mars ou l'Art de la Guerre.

La citadelle de Port-Louis est une citadelle construite au XVIe siècle par les Espagnols, puis modifiée au XVIIe siècle par les Français. Elle est située dans la ville de Port-Louis dans le département français du Morbihan en région Bretagne, et ferme l'accès de la rade de Lorient. Elle abrite actuellement un musée de la Compagnie des Indes, le musée national de la Marine et des annexes consacrées au sauvetage en mer.
La citadelle, ainsi que les remparts, font l’objet d’un classement au titre des monuments historiques depuis le 29 avril 1948.

## Histoire

### Premières fortifications
Un premier projet de fortification à l'entrée de la rade de Lorient est fait en 1486 par le duc de Bretagne François II, et deux émissaires sont envoyés dans la ville pour étudier la situation. L'importance commerciale et stratégique du lieu font que le financement de celui-ci est soutenu : 

« Il est nécessaire pour le service du duc, pour le profit de ses sujets et pour la beauté du havre et la sureté des marchands d'édifier promptement une tour à la pointe de la presqu'île et d'y tenir du canon. »

Cependant, le financement n'est pas débloqué avant la mort du duc en 1488, et le projet est mis en sommeil. Seules quelques fortifications sont édifiées lors du siècle suivant, mais ne concernent que la ville et non l'entrée de la rade.

### Guerre de la Ligue
Le lieu prend de l'importance au moment des guerres de la Ligue. Les troupes du duc de Mercœur occupent Hennebont dès septembre 1589 et commencent à attaquer Blavet (l'actuel Port-Louis) à partir du mois suivant. La ville ne tombe que le 11 juin 1590 après avoir subi une attaque par terre et par mer. Des troupes espagnoles, alliées au duc de Mercœur, arrivent en Bretagne le 12 octobre 1590 et sont conduites dans la ville pour y prendre garnison. L'architecte Cristóbal de Rojas (es) commence à construire un fort sous les ordres du gouverneur du lieu, Juan d'Aguila, à l'entrée de la rade dès le mois de décembre et dès janvier 1591 les deux bastions du front de terre commencent à émerger. Les bastions comportent des orillons arrondis et des flancs casematés selon une disposition typique des bastions construits au XVIe siècle.
Les Espagnols continuent à occuper la place jusqu'au traité de Vervins en 1598, et le maréchal de Brissac fait détruire la citadelle à partir d'août 1598 après une demande en ce sens des États de Bretagne. Cependant tout n'est pas détruit, et deux bastions, une courtine, les piles du pont ainsi que les casernes sont conservés.

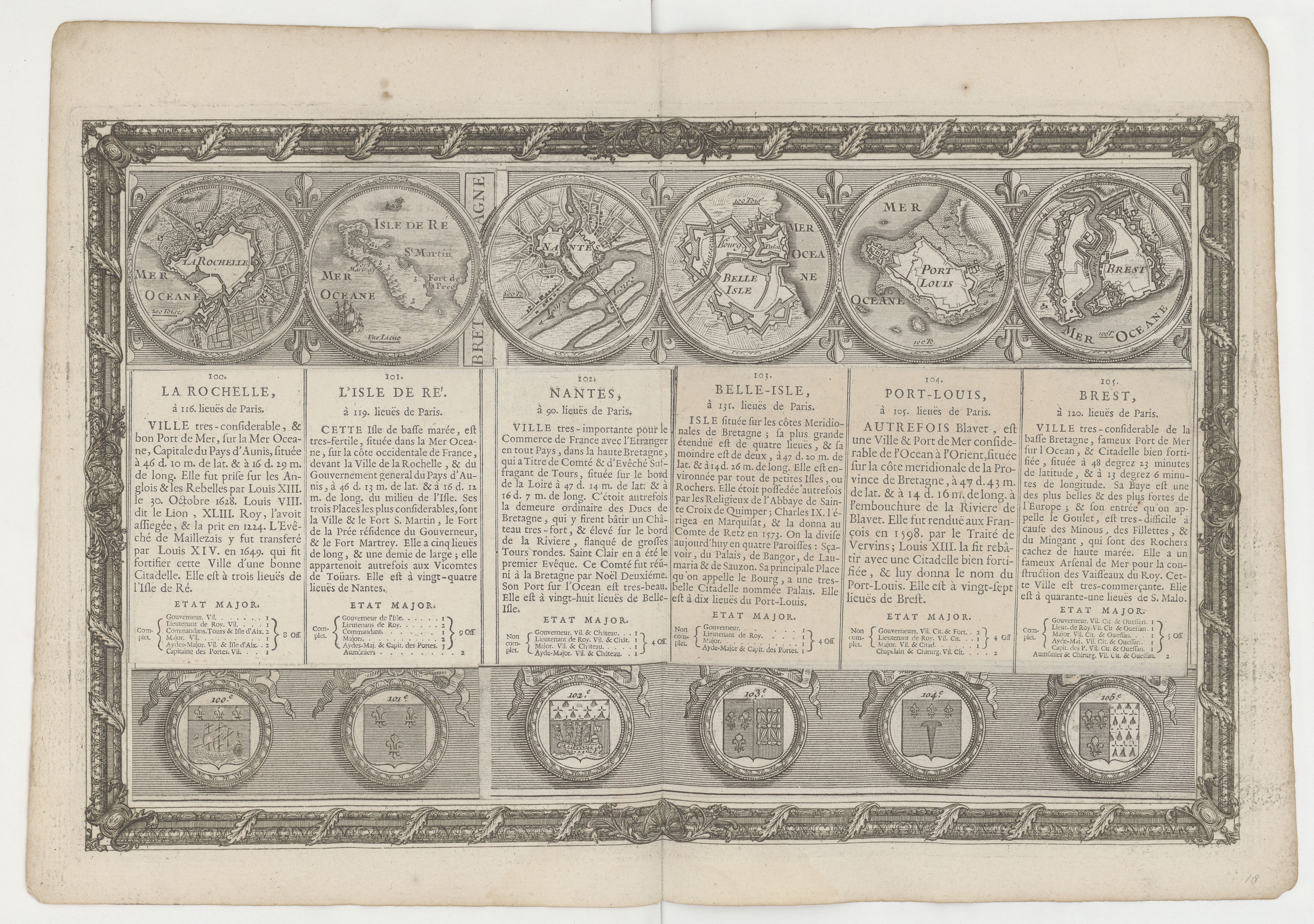
Port-Louis dans l'Atlas topographique de Pierre Lemau de La Jaisse en 1749[8].
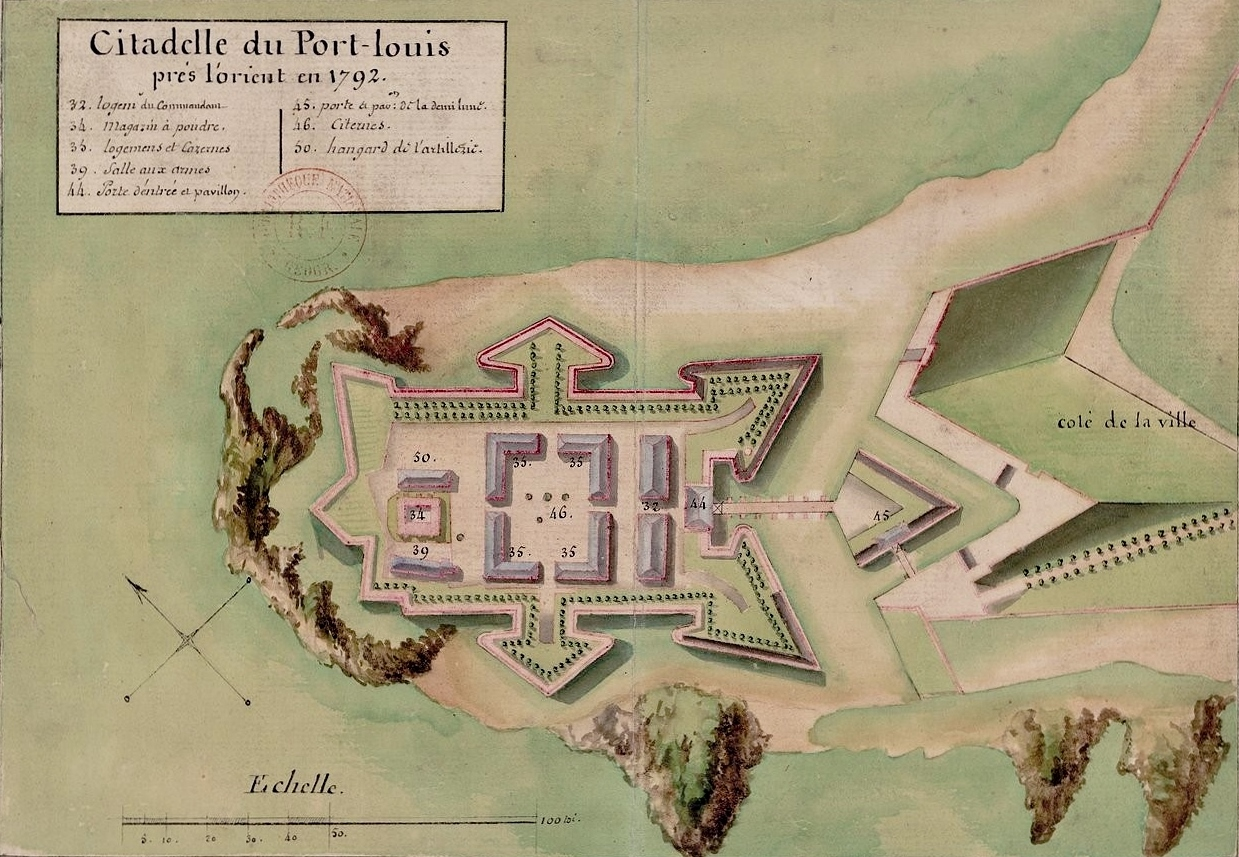
Plan de la citadelle de Port-Louis (dessin de 1792).

### Citadelle actuelle
La citadelle est reconstruite entre 1618 et 1621, lorsque Louis XIII décide de donner à Port-Louis le statut de ville royale. L'aspect actuel de la citadelle date de cette époque et, malgré les apparences, on ne doit à Vauban que les édifices construits dans la basse-cour (arsenal et parc à boulet) à une date plus tardive.
En 1666, la Compagnie des Indes orientales s'implante dans la rade de Port-Louis. La ville de Lorient est créée à cette époque, et la citadelle est considérée comme un poste avancé dans la défense de la rade. Les quelques modifications qu'elle subit pendant cette période lui permettent de soutenir un siège : citernes, puits et jardins potagers sont aménagés au XVIIIe siècle.
Jusqu'à la fin de la Seconde Guerre mondiale — elle sera contrôlée par les Allemands de 1940 à 1945 — la citadelle va servir à la défense de la rade, puis elle sera affectée à la surveillance du trafic maritime. Les derniers militaires quittent les lieux en 2007.

## Architecture
| Vues de la citadelle de Port-Louis                                                             |
| Vues générales                                                                                 |
| ---------------------------------------------------------------------------------------------- |
| - Vue depuis Larmor-Plage. - Vue depuis la rade. - Vue depuis le chenal. - Vue panoramique.    |
| L'entrée de la citadelle                                                                       |
| - Première porte d'entrée. - Pont d'accès. - Seconde porte d'entrée. - Fronton de la 2e porte. |
| Sur les remparts                                                                               |
| - Fortifications et échauguette. - Échauguette. - Sur le bastion des chambres. - Rempart sud.  |
| Les bâtiments intérieurs                                                                       |
| - Cour principale. - Bâtiments intérieurs et le sémaphore.                                     |

## Musées
La Citadelle abrite en son sein deux musées :
- le musée de la Compagnie des Indes (musée d'art et d'histoire de la ville de Lorient), musée de France ;
- le musée national de la Marine de Port-Louis, musée de France, antenne du musée national de la Marine sis à Paris.